# Banastre Tarleton
Banastre Tarleton (Liverpool, 21. kolovoza 1754. – Leintwardine, 16. kolovoza ili 25. siječnja 1833.), britanski časnik i političar.
Njegova reputacija je bila vrlo velika zbog njegove brutalnosti, čak je i nazvan "krvavim banom" te je često prozivan zbog ratnih zločina kao Masakr kod Waxhawsa. U Američkom ratu za neovisnost imao je čin pukovnika i bio je vrhunski zapovjednik britanskog konjaništva.

## Mladi dani
Banastre Tarleton je bio četvrto dijete rođeno u obitelji bogatog trgovca i robovlasnika Johna Tarletona koji je ujedno i bio gradonačelnik Liverpoola. Tarleton je nakon srednje škole završene u Londonu otišao Oxford gdje je i diplomirao 1771., nakon čega se prijavio u vojsku. Jako mlad je ostao bez oca te je od njega primio nasljedstvo od 5 000 funta koje je na brzinu prokockao. 1775. promaknuli su ga za zapovjednika postrojbe 1st Dragoon Guards gdje se dokazao kao nadareni zapovjednik.

## Američki rat za neovisnost
U prosincu 1775. Tarleton je krenuo u Američki rat za neovisnost gdje je u početku bio pod zapovjedništvom Charlesa Cornwallisa. 1776. dokazao se kao nadaren vođa te je promaknut u zapovjednika konjice.
Pod zapovjedništvom pukovnika Williama Harcourta, Tarleton je bio dio izviđačke postrojbe koja je trebala pripaziti na poteze generala Charlesa Leeja u New Jerseyu. U petak 13. prosinca Tarleton je opkolio Leejevu kuću u New Jerseyu i prisilo ga na predaju prijeteći da će spaliti kuću. Nakon tog događaja postao je zapovjednikom dijela britanske vojske poznate kao i Tarletonovi jahači.

## Politička karijera
Tarleton se nakon završetka rata vratio u domovinu i započeo političku karijeru kandidiravši se 1784. za zastupnika Parlamenta u rodnom Liverpoolu. Prvi pokušaj nije uspio, ali je 1790. konačno izabran; Liverpool je zastupao sve do 1812. godine. Iako je pripadao nominalno liberalnoj stranci vigovac, protivio se ukidanju ropstva, a za što je najveći motiv bio ekonomski interes njegovih birača, odnosno Liverpoola gdje su se mnogi obogatili trgovinom robljem. Zbog toga je u Parlamentu žestoko kritizirao abolicionista na čelu s Williamom Wilberforceom.

## Na filmu
U filmu Amazing Grace njegov lik tumači irski glumac Ciaran Hinds.
U filmu Patriot (2000.) pojavljuje se britanski pukovnik William Tavington koji vrši mnoge zločine nad civilnim stanovništvom tijekom rata. Njegov lik je uvelike baziran na Tarletonu.

## Vanjske poveznice
- Banastretarleton.org Website on Tarleton with his account of the Southern Campaigns of 1780-1781 (for reference only)
- PDF download {For reference only}